# Corydalis heterodonta
Corydalis heterodonta är en vallmoväxtart som beskrevs av Leveille. Corydalis heterodonta ingår i släktet nunneörter, och familjen vallmoväxter. Inga underarter finns listade i Catalogue of Life.